# Graphocephala pectoralis
Graphocephala pectoralis är en insektsart som beskrevs av Fowler 1900. Graphocephala pectoralis ingår i släktet Graphocephala och familjen dvärgstritar. Inga underarter finns listade i Catalogue of Life.